# Agnès Mortimer
Agnès Mortimer, née vers 1317 et morte le 25 juillet 1368, est comtesse de Pembroke de par son mariage avec Lawrence Hastings, 1er comte de Pembroke. Elle est l'une des filles de Roger Mortimer et de Jeanne de Geneville.

## Biographie
Agnès Mortimer est l'un des douze enfants de Roger Mortimer, 3e baron Mortimer de Wigmore et 1er comte de March, et de Jeanne de Geneville, 2e baronne Geneville. Elle est issue de la famille Mortimer, d'origine normande et établie en Angleterre depuis l'avènement de Guillaume le Conquérant. Le père d'Agnès s'illustre militairement au cours du règne d'Édouard II en Irlande et prend part à une rébellion infructueuse contre le roi en 1321 et 1322. À l'issue de celle-ci, les parents et certains membres de la fratrie d'Agnès sont incarcérés sur ordre d'Édouard II, mais Agnès elle-même ne semble pas avoir été concernée par cette décision, probablement en raison de son jeune âge. Elle ne retrouve ses parents et ses frères et sœurs qu'à la chute d'Édouard II à la fin de l'année 1326.
Le retour en grâce de Roger Mortimer lui permet de rechercher des partis puissants pour ses enfants. Dans le cadre d'une brillante politique matrimoniale, Agnès est donc mariée à Lawrence Hastings, futur comte de Pembroke, un pupille de son père, tandis que sa sœur Béatrice est mariée à Édouard de Norfolk,. Le roi Édouard III et la reine douairière Isabelle de France assistent au mariage à Hereford, qui a lieu à l'été 1329. Le couple a un fils, Jean de Hastings, né en août 1347, mais Lawrence Hastings meurt un an plus tard. Après la mort de son premier époux, Agnès se remarie en 1351 avec le chevalier John de Hakelut. Il n'y a aucun enfant connu de ce mariage. Agnès meurt le 25 juillet 1368 et est enterrée à Londres. Elle laisse un testament daté du 10 octobre 1367.